# Літні Олімпійські ігри 1972
Літні Олімпійські ігри 1972 (нім. Olympische Sommerspiele 1972), офіційно відомі як Ігри XX Олімпіади (нім. Spiele der XX. Olympiade) і офіційно брендований як Мюнхен 1972 (нім. München 1972; бавар. Minga 1972) або XX Літні Олімпійські ігри — міжнародне спортивне змагання, яке проходило під егідою Міжнародного олімпійського комітету у місті Мюнхен, Федеративна Республіка Німеччина, з 26 серпня по 10 вересня 1972 року.

## Учасники
- Австралія  (168)
- Австрія  (111)
- Албанія  (5)
- Алжир  (5)
- Аргентина  (92)
- Афганістан  (8)
- Багамські Острови  (20)
- Барбадос  (13)
- Бельгія  (88)
- Бермуди  (9)
- Бірма  (18)
- Болгарія  (130)
- Болівія  (11)
- Бразилія  (81)
- Британський Гондурас  (1)
- Велика Британія  (284)
- Венесуела  (23)
- Верхня Вольта  (1)
- В'єтнам  (2)
- Американські Віргінські Острови  (16)
- Габон  (1)
- Гаїті  (7)
- Гана  (35)
- Гватемала  (8)
- Гаяна  (3)
- Гонконг  (10)
- Греція  (60)
- Дагомея  (3)
- Данія  (126)
- Домініканська Республіка  (5)
- Еквадор  (2)
- Ефіопія  (31)
- Єгипет  (23)
- Замбія  (11)
- Ізраїль  (14)
- Індія  (41)
- Індонезія  (6)
- Іран  (50)
- Ірландія  (59)
- Ісландія  (25)
- Іспанія  (123)
- Італія  (224)
- Камерун  (11)
- Канада  (208)
- Кенія  (57)
- Північна Корея  (37)
- Колумбія  (59)
- Республіка Конго  (6)
- Коста-Рика  (3)
- Кот-д'Івуар  (11)
- Куба  (137)
- Кувейт  (4)
- Кхмерська Республіка  (9)
- Лесото  (1)
- Ліберія  (5)
- Ліван  (19)
- Ліхтенштейн  (6)
- Люксембург  (11)
- Мадагаскар  (11)
- Малаві  (16)
- Малайзія  (45)
- Малі  (3)
- Мальта  (5)
- Марокко  (35)
- Мексика  (174)
- Монако  (5)
- Монголія  (39)
- НДР  (297)
- Непал  (2)
- Нігер  (4)
- Нігерія  (25)
- Нідерланди  (119)
- Нідерландські Антильські острови  (2)
- Нікарагуа  (8)
- Нова Зеландія  (89)
- Норвегія  (112)
- Пакистан  (25)
- Панама  (7)
- Парагвай  (3)
- Перу  (20)
- Південна Корея  (42)
- Польща  (290)
- Португалія  (29)
- Пуерто-Рико  (53)
- Taiwan  (21)
- Румунія  (159)
- Сальвадор  (11)
- Сан-Марино  (7)
- Саудівська Аравія  (10)
- Свазіленд  (2)
- Сенегал  (38)
- Сирія  (5)
- Сінгапур  (7)
- Сомалі  (3)
- СРСР  (371)
- Судан  (26)
- Суринам  (2)
- США  (400)
- Таїланд  (33)
- Танзанія  (15)
- Того  (7)
- Тринідад і Тобаго  (19)
- Туніс  (35)
- Туреччина  (43)
- Уганда  (33)
- Угорщина  (232)
- Уругвай  (13)
- Фіджі  (2)
- Філіппіни  (53)
- Фінляндія  (96)
- Франція  (227)
- ФРН  (423)  (країна-господарка)
- Цейлон  (4)
- Чад  (4)
- Чехословаччина  (181)
- Чилі  (11)
- Швейцарія  (151)
- Швеція  (131)
- Югославія  (126)
- Ямайка  (33)
- Японія  (184)

## Терористичний акт
Під час ігор у Мюнхені стався трагічний терористичний акт. 5 вересня група з восьми палестинських терористів з організації Чорний вересень увірвалася в Олімпійське селище й захопила в заручники одинадцять ізраїльських спортсменів, убивши двох, коли ті спробували чинити опір. Як наслідок, Олімпійське селище було паралізоване впродовж 18 годин.
Врешті терористів разом із заручниками відвезли на гелікоптері до військового аеропорту в Фюрстенфельдбруку, звідки вони повинні були вилетіти в одну з арабських країн. У наслідок невдалої спроби звільнення заручників, до якої вдалася німецька влада, всі ізраїльські заручники загинули — один із палестинців кинув у гелікоптер гранату, інший прошив його автоматною чергою. Із палестинців залишилося в живих троє. Двоє з них були пізніше вбиті, як вважають, Моссадом.
Олімпійські змагання були тимчасово припинені, але президент МОК Авері Брундаж вирішив, що ігри повинні продовжуватися, тож через день змагання відновилися.

## Видатні результати
Героєм Олімпіади став американський плавець Марк Спітц, який завоював сім золотих медалей. Валерій Борзов виграв біг на 100 та 200 метрів. Ольга Корбут завоювала серця глядачів у гімнастиці, хоча після падіння поступилася в абсолютному заліку Людмилі Турищевій.
Збірна Радянського Союзу з баскетболу зуміла перервати переможну серію американців, яка тривала з 1936 року. Фінальна зустріч між СРСР та США залишається однією з найсуперечливіших драм в Олімпійській історії.
Американський спортсмен Браян Олдфілд став автором нового методу у штовханні ядра шляхом його обертання.

## Здобутки українських спортсменів
Українські спортсмени брали участь в Олімпіаді в складі збірної СРСР. Олімпійськими чемпіонами стали:
- Авілов Микола — легка атлетика (
- Баркалов Олексій — водне поло
- Бондарчук Анатолій — легка атлетика (метання молота)
- Борзов Валерій — легка атлетика (біг на 100 м і 200 м)
- Дирдира Віталій — вітрильний спорт (клас «Темпест»)
- Железняк Яків — стрільба кульова («Кабан, що біжить»)
- Коваленко Сергій — баскетбол
- Куришко (Нагірна) Катерина — веслування на байдарці (двійка, 500 м)
- Лєдньов Павло — сучасне п'ятиборство (командні змагання)
- Манкін Валентин — вітрильний спорт (клас «Темпест»)
- Морозов Володимир — веслування на байдарці-четвірці
- Онищенко Борис — сучасне п'ятиборство (командні змагання)
- Поливода Анатолій — баскетбол
- Рябчинська Юлія — веслування на байдарці-одиночці
- Семенець Володимир — велоспорт (трек, тандем 2000 м)
- Стеценко Юрій — веслування на байдарці-четвірці
- Філатов Юрій — веслування на байдарці-четвірці
- Целовальников Ігор — велоспорт (трек, тандем 2000 м)
- Шухов Борис Хабалович — шосейні велогонки.
- Шапаренко Олександр — веслування на байдарці-одиночці.

Збірна СРСР з футболу зайняла третє місце на Олімпіаді. В складі збірної була велика кількість спортсменів з України. Бронзові нагороди Олімпіади виграли українські футболісти: Олег Блохін, Юрій Істомін, Віктор Колотов, Євген Рудаков, Вячеслав Семенов, Володимир Капличний, Йожеф Сабо, Володимир Онищенко, Володимир Пільгуй, Анатолій Куксов, Юрій Єлісеєв.

## Медальний залік
Топ-10 неофіційного національного медального заліку:
| Місце | Країна            | Золото | Срібло | Бронза | Загалом |
| ----- | ----------------- | ------ | ------ | ------ | ------- |
| 1     | СРСР              | 50     | 27     | 22     | 99      |
| 2     | США               | 33     | 31     | 30     | 94      |
| 3     | НДР               | 20     | 23     | 23     | 66      |
| 4     | Західна Німеччина | 13     | 11     | 16     | 40      |
| 5     | Японія            | 13     | 8      | 8      | 29      |
| 6     | Австралія         | 8      | 7      | 2      | 17      |
| 7     | Польща            | 7      | 5      | 9      | 21      |
| 8     | Угорщина          | 6      | 13     | 16     | 35      |
| 9     | Болгарія          | 6      | 10     | 5      | 21      |
| 10    | Італія            | 5      | 3      | 10     | 18      |